# Felsőlopassó
Felsőlopassó (szlovákul Lopašov) község Szlovákiában, a Nagyszombati kerületben, a Szakolcai járásban.

## Fekvése
Szenicétől 9 km-re északnyugatra fekszik.

## Története
A község területén már az újkőkorban is éltek emberek.
1297-ben Lapassow néven említik először. A holicsi, majd 1552-től a berencsi uradalomhoz tartozott. A Czobor családtól 1730-ban a jezsuiták vásárolták meg, 1773-ban a Habsburgok birtoka lett. Lakói főként mezőgazdasággal foglalkoztak. 1787-ben 267 lakosa volt.
Vályi András szerint "LOPASÓ. Tót falu Nyitra Várm. földes ura a’ F. Tsászár, lakosai katolikusok, fekszik Radosoveczhez nem meszsze, és annak filiája, határja jól termő."
Fényes Elek szerint "Lopassó, tót falu, Nyitra vmegyében, Radosócz mellett: 246 kath., 3 zsidó lak. F. u. ő cs. kir. Felsége. Holicshoz 2 1/2 óra."
A trianoni békeszerződésig Nyitra vármegye Szakolcai járásához tartozott.

## Népessége
| Év:            | 1994. | 2004.   | 2014.    | 2024.   |
| -------------- | ----- | ------- | -------- | ------- |
| Emberek száma: | 275   | 287     | 334      | 339     |
| Eltérés:       |       | +4,36 % | +16,37 % | +1,49 % |

| Év:            | 2023. | 2024.   |
| -------------- | ----- | ------- |
| Emberek száma: | 338   | 339     |
| Eltérés:       |       | +0,29 % |

1910-ben 256, túlnyomórészt szlovák lakosa volt.
2001-ben 283 lakosából 282 szlovák volt.
2011-ben 319 lakosából 313 szlovák.

## Nevezetességei
- Római katolikus temploma 1842-ben épült.

## Külső hivatkozások
- Községinfó
- Felsőlopassó Szlovákia térképén
- Travelatlas.sk
- Ismertető szlovák nyelven Archiválva 2007. szeptember 28-i dátummal a Wayback Machine-ben
- E-obce.sk